# استانداردسازی

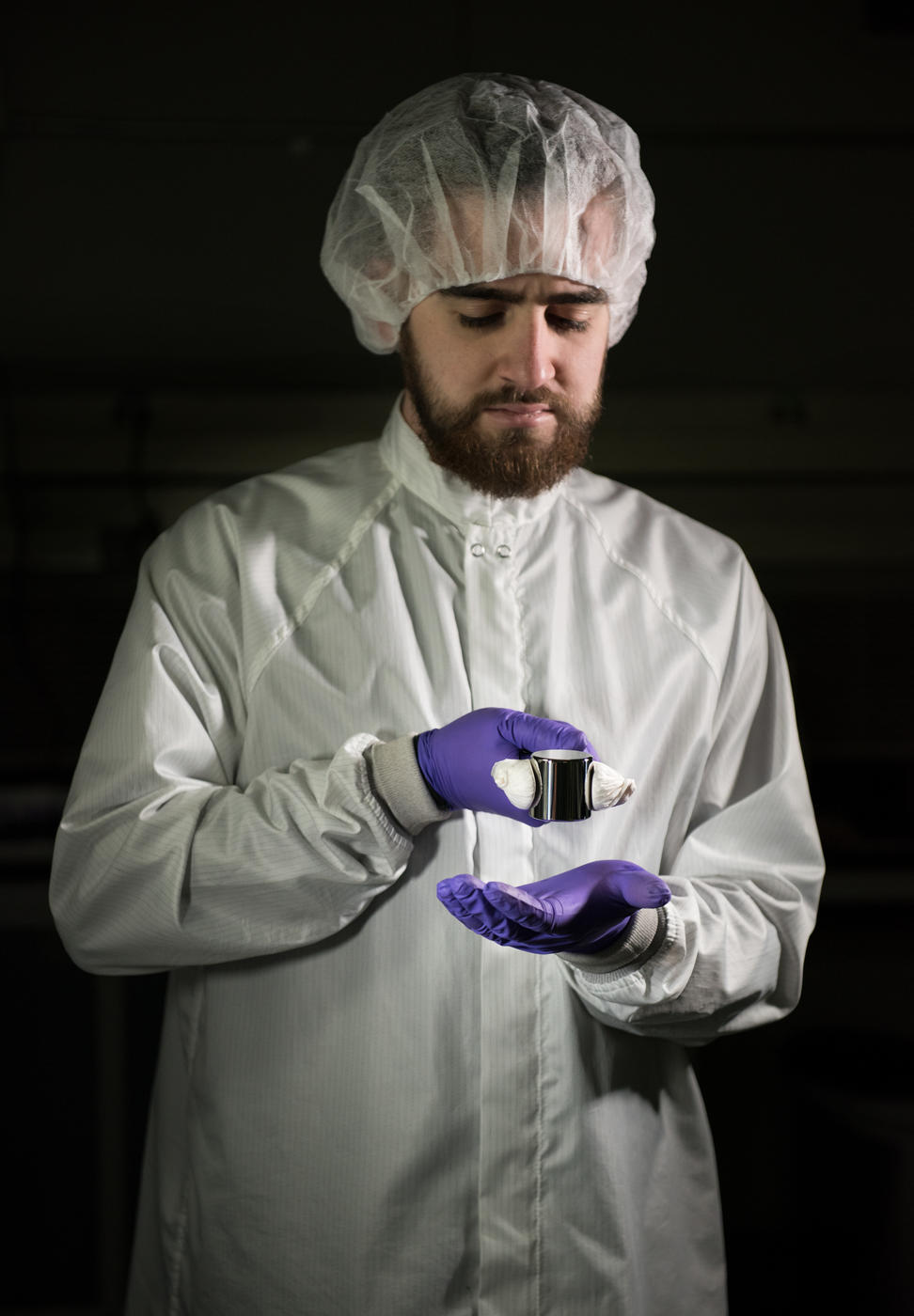
استاندارد جرم k92 کیلوگرم به استاندارد کردن اندازه گیری جرم در SI کمک می کند. استانداردها باید با کت ، شلوار و دستکش به دقت مورد استفاده قرار گیرند تا آلودگی محیطی کاهش یابد.

استانداردسازی، به فرایند ایجاد و اجرای استانداردها گفته می‌شود. هدف استانداردسازی بهبود سازگاری، امنیت و کیفیت می‌باشد.
استاندارد سازی ایجاد مراجع ملی در جهت مقایسات آزمایشگاهی بین‌المللی است وبر اساس جدول توانمندیها اندازه گیری و کالیبراسیون CMC گزارش میگردد.(سنجه)

## تکنیک‌ها
چهار تکنیک در استانداردسازی استفاده می‌شود.
- ساده سازی
- کددهی
- مهندسی مقدار
- کنترل آماری فرایندها

## نمونه‌هایی از استانداردسازی‌های مهم
در طی انقلاب صنعتی، استانداردسازی نقش مهمی در سرعت پیشرفت تحولات داشت.
- استانداردسازی پیچ‌ها و مهره‌ها و سایر گیره‌ها
- استانداردسازی ولتاژ و بسامد الکتریکی
- استانداردسازی ریل